# Citeko (Plered)
Citeko is een bestuurslaag in het regentschap Purwakarta van de provincie West-Java, Indonesië. Citeko telt 4522 inwoners (volkstelling 2010).